# محمود الزعبي
محمود الزعبي ( 1935 - 21 أيار 2000)، مهندس وسياسي، رئيس وزراء سوريا من 1 تشرين الثاني 1987 إلى 7 آذار 2000، وقبل ذلك عمل رئيسًا لمجلس الشعب. اتُّهم بالفساد فطُرد من حزب البعث وأُقيل من رئاسة الوزراء، ولوحق قضائيًّا فانتحَر أو نُحِر.

## النشأة والتعليم
ولد الزعبي لأسرة سنية في عام 1935 في خربة غزالة، وهي قرية تبعد 85 كيلومتراً إلى الجنوب من دمشق في منطقة حوران.
حصل على شهادة الهندسة الزراعية من كلية الزراعة بجامعة القاهرة، ومن زملاء دفعته فيها الممثلان: عادل إمام، وصلاح السعدني.

## حياته السياسية
عمل بوزارة الزراعة، ثم عين مديراً عاماً لمشروع حوض الفرات في محافظة الرقة، ومنها إلى وزارة الزراعة ومجلس الشعب. انتخب رئيساً لمجلس الشعب من 16 تشرين الثاني 1981 إلى 18 شباط 1987.

### رئاسة الوزراء

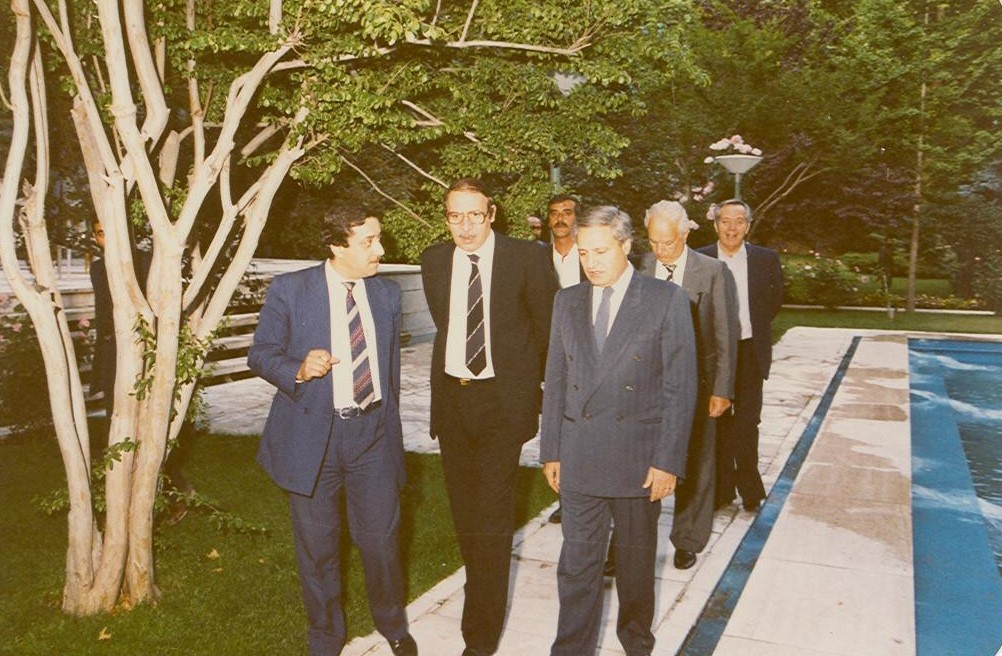
محمود الزعبي رئيس الوزراء، وعن يمينه نزار داودي أمين سر رئاسة مجلس الوزراء، وعن يساره فاروق الشرع وزير الخارجية السوري، في العاصمة الإيرانية طِهران يعزُّون بوفاة الخميني، بتاريخ 3 يونيو 1989

كان الزعبي عضواً في حزب البعث، تحت حكم الرئيس حافظ الأسد تم تعيينه رئيساً للوزراء عام 1987. رأس الزعبي نظامًا حكوميًا واقتصاديًا اشتراكيًا آيلاً للانهيار. حيث كان المسؤولون العسكريون والحكوميون يمارسون سلطات هائلة لخدمة المصالح الشخصية. فقط عائدات النفط أبقت على الاقتصاد. حتى برامج المساعدات الخارجية لم تكن مجدية تحت وطأة العائق البيروقراطي.
عندما بدت على الرئيس حافظ الأسد علامات تدهور حالته الصحية في أواخر التسعينيات، بدأ أنصار ابنه بشار في تحضيره لخلافته رئيسًا، بتوجيه من أبيه حافظ، مع أن سورية دولة جمهورية ليس فيها حسب دستورها انتقال مباشر للسلطة من الأب إلى الابن. ومع تفاقم مرض حافظ الأسد أصبح من الواضح أن الأب والابن قد قرَّرا أن يكون الزعبي كبشَ فداء، فإن معالجة الفساد قضية مهمة لدى السوريين، الذين يرَون أن الثروات الشخصية الضخمة  للمسؤولين هي السبب في جعل الاقتصاد السوري يكافح بصعوبة من أجل النمو. فلا بدَّ من منح بشار الأسد شعبية كبيرة بتكليفه ملفَّ محاربة الفساد، واتُّهم محمود الزعبي بالفساد والتربُّح غير المشروع، وأقيل وفُرضت عليه الإقامة الجبرية، وصودرت أمواله، وأحيل على القضاء. وكان الغرض الحقيقي من تصفية الزعبي هو ما يعرفه عن رصيد باسل الأسد في مصارف فينَّا، فقد كان كلفه حافظ الأسد تسوية الأمر، ومحاولة استعادة نصف أمواله، بعد تزوير زواجه لحصول زوجة باسل الوهمية على نصيبها من ثروته.
في 7 آذار 2000 أُقيل الزعبي من رئاسة الوزراء وكلِّف محمد مصطفى ميرو بدلًا منه. وفي أيار 2000 طُرد من عضوية حزب البعث ووُضع تحت الإقامة الجبرية في منزله بالشام الجديدة (ضاحية دُمَّر).

### أزمة العملة
في السنوات من 1985 إلى 2000 أخفقت إدارة الزعبي في إيقاف تدهور العملة السورية، إذ انخفضت بنسبة 90 في المئة من قيمتها، من 3 ليرات إلى 47 ليرة مقابل الدولار الأمريكي.

## صفقة الإيرباص
في 10 أيار 2000 طرد حافظ الأسد الزعبي من حزب البعث وقرر أنه يجب مقاضاة الزعبي بسبب فضيحة تورطت فيها شركة إيرباص الفرنسية لصناعة الطائرات. تم تجميد أصول الزعبي من قبل الحكومة السورية. وقد اتُهم الزعبي وعدد من كبار الوزراء رسمياً باستلام عمولة غير مشروعة قدرها 124 مليون دولار فيما يتعلق بشراء ست طائرات من طراز 320-200 لشركة الخطوط الجوية السورية في عام 1996. وزعمت لائحة الاتهام أن التكلفة العادية للطائرات كانت 250 مليون دولار أمريكي، لكن الحكومة دفعت 374 مليون دولار وأرسلت إيرباص مبلغ 124 مليون دولار إلى كبار الوزراء. وحُكم على ثلاثة آخرين متورطين في الصفقة، بما في ذلك الوزير السابق للشؤون الاقتصادية ووزير النقل السابق بالسجن لمدة عشر سنوات.
نفت شركة ايرباص الفرنسية دفع عمولة للمسؤولين السوريين. ومن المثير للاهتمام ملاحظة أن الحكومة السورية أعلنت في أيلول 2003 عن نيتها شراء ست طائرات إيرباص أخرى لشركة الخطوط الجوية الحكومية. النتيجة الرسمية داخل المحاكم السورية بأن دفع إيرباص أكثر من مائة مليون دولار كرشوة لمسؤوليها لا يبدو عاملاً في تقرير ما إذا كانت ستستمر في التعامل معهم، خاصة مع وجود صعوبة في الحصول على طائرات بوينغ وقطع الغيار بسبب العقوبات المفروضة من الولايات المتحدة.

## حياته الشخصية
للزعبي ثلاثة أبناء وابنة. أبناؤه: مُفْلِح، وهمام، وكريم الزعبي.

## وفاته
في 21 أيار / مايو 2000 وعندما كان محمود الزعبي تحت الإقامة الجبرية في منزله، قام بالانتحار بطلقة نارية عن عمر يناهز الـ 65 عاماً حتى لا يواجه المحاكمة. وكان التفسير الرسمي للوكالة العربية السورية للأنباء (سانا) هو أنه انتحر بعد أن علم أن قائد شرطة سوري قد وصل إلى منزله في الشام الجديدة ضاحية دُمَّر لتقديم إشعار قضائي يطلب منه المثول أمام قاضي التحقيق للإجابة على مزاعم الفساد فيما يتعلق بمعاملة إيرباص. توفي الزعبي أثناء نقله إلى المستشفى. بعد ثلاثة أسابيع من وفاة الزعبي توفي حافظ الأسد أيضًا. دُفن الزعبي في قريته خربة غزالة، بعد مراسم دفن وجنازة صغيرة.
يشكك الكثيرون في أن يكون قد أقدم الزعبي بنفسه على الانتحار ويقولون: إن عناصر من الحكومة والمخابرات هم من قاموا بتصفيته بثلاث رصاصات، بعد أن هدَّد بكشف كل صفقات الفساد مع المتورِّطين فيها من رؤوس النظام.